# Arbeitslosigkeit

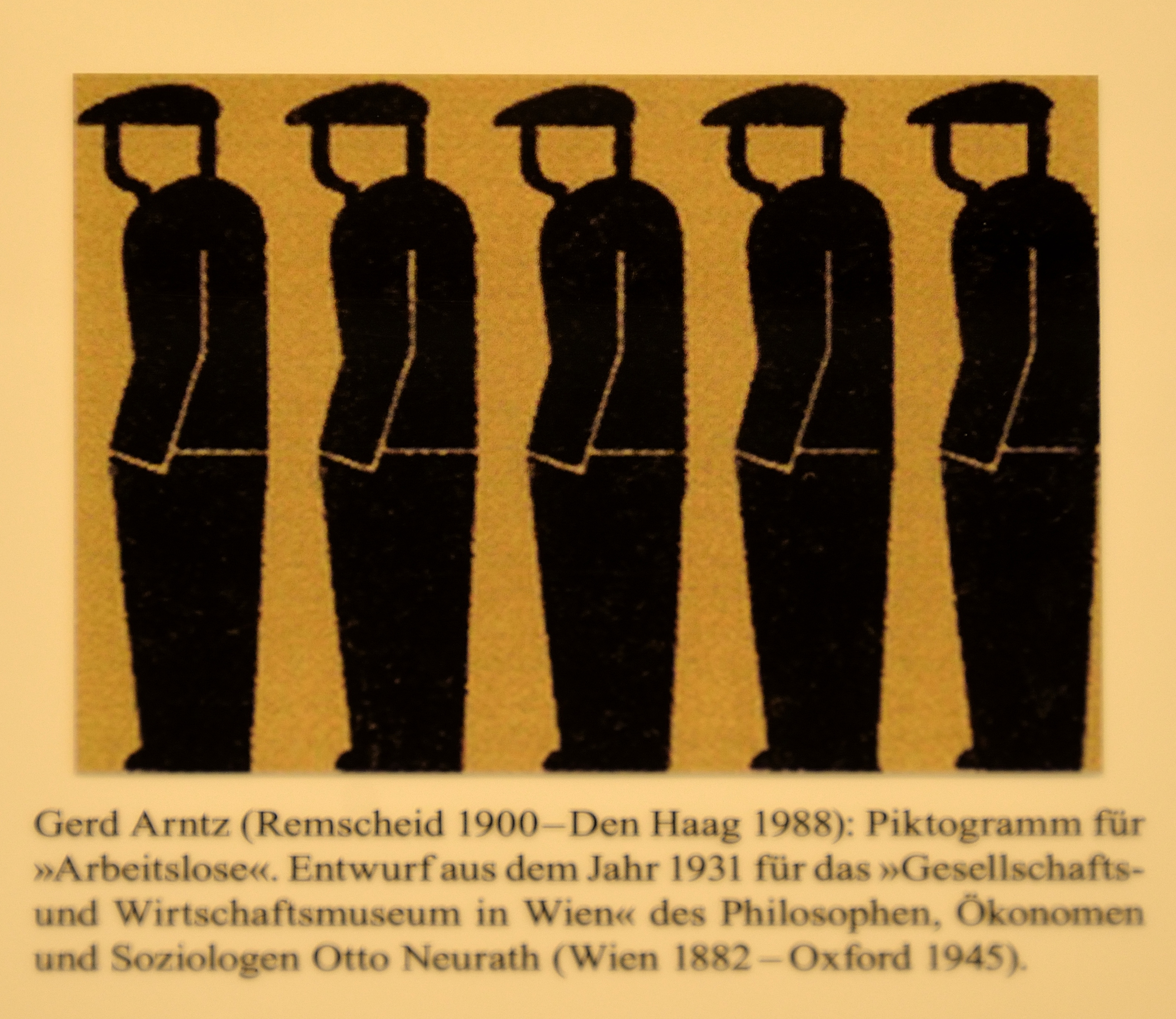
Arbeitslose, Piktogramm von Gerd Arntz, 1931

Unter Arbeitslosigkeit versteht man in der Volkswirtschaftslehre das Fehlen von erwerbsorientierten Beschäftigungsmöglichkeiten für einen Teil der arbeitsfähigen und beim bestehenden Lohnniveau arbeitsbereiten Personen. Statistisches Pendant sind die offenen Stellen.

## Allgemeines
Die Arbeitslosigkeit betrifft den Produktionsfaktor Arbeit, dessen Preis als Lohn bezeichnet wird und sich auf dem Arbeitsmarkt durch Arbeitsangebot und Arbeitsnachfrage bildet. Markttechnisch ausgedrückt ist die Arbeitslosigkeit der Überschuss des Arbeitsangebots über die Arbeitsnachfrage. Arbeitslosigkeit setzt mithin eine der Marktwirtschaft unterworfene Arbeitsgesellschaft voraus. Dazu gehören Arbeitskräfte, die ihren Lebensunterhalt nicht über eigene Produktionsmittel (Landflächen, Immobilien, technische Produktionsmittel) bestreiten können, und eine marktwirtschaftliche Gesellschaftsformation. Eine Masse solcher Menschen – das industrielle Proletariat – entstand in der Frühmoderne mit den Bauernbefreiungen, der Bevölkerungsexplosion sowie der industriellen Revolution. Die damit entstandene soziale Frage (Pauperismus) führte ab dem 18. Jahrhundert auch zu ersten Formen staatlicher Straf-, Erziehungs- und Sozialsysteme und schließlich zu Beschäftigungspolitik. Die Lohnarbeiter organisierten sich ihrerseits in der Arbeiterbewegung (Gewerkschaften, Arbeiterparteien, Arbeitervereine, Genossenschaftswesen etc.), um die mit Arbeitslosigkeit und fremdbestimmter Lohnarbeit verbundenen Probleme gemeinsam besser bewältigen zu können.
Die Arbeitslosigkeit ist eines der zentralen Probleme der Wirtschaftspolitik, denn sie muss innerhalb des magischen Vierecks das Ziel eines hohen Beschäftigungsstandes erfüllen. Zum Zwecke der Zielerfüllung ist das vorhandene Arbeitsvolumen mit Hilfe wirtschaftspolitischer Maßnahmen über die gültigen Regelungen zur Arbeitszeit gleichmäßig auf das Erwerbspersonenpotential zu verteilen. Das Ziel gilt solange als verfehlt, solange eine deutliche Unterbeschäftigung oder Überbeschäftigung herrschen. Erst bei Vollbeschäftigung ist das Ziel als erreicht anzusehen, auch wenn es im Rahmen der Vollbeschäftigung noch eine geringfügige Arbeitslosigkeit geben kann. Die Arbeitslosigkeit ist erst im Falle der Markträumung auf dem Arbeitsmarkt vollständig beseitigt.

## Begriffe

### Begriffsgeschichte
Im Deutschen kam der Begriff Arbeitslosigkeit mit der Großen Depression in den 1890er Jahren auf.
Die Nationale Armutskonferenz (nak), ein Zusammenschluss von Spitzenverbänden der Freien Wohlfahrtspflege in Deutschland, lehnt den Begriff „arbeitslos“ ab und schlägt vor, auf den Begriff „erwerbslos“ auszuweichen, da es viele nicht-bezahlte Arbeitsformen gibt.

### Arten
Folgende Arten von Arbeitslosigkeit werden unterschieden:
- Friktionelle Arbeitslosigkeit entsteht beim Übergang von einer Arbeitsstelle zu einer anderen, ist in der Regel nur von kurzer Dauer und auch in Phasen einer Vollbeschäftigung unvermeidlich.
- Saisonale Arbeitslosigkeit ergibt sich im Jahresverlauf aufgrund von Klimabedingungen (z. B. Arbeitslosigkeit in der Landwirtschaft im Winter oder in Freizeitparks) oder aufgrund von Nachfrageschwankungen (z. B. in der Gastronomie während der Nebensaison; Saisonbetriebe).
- Konjunkturelle Arbeitslosigkeit ist eine Folge von Konjunkturschwankungen. Bei Mangel an Absatzmöglichkeiten entlassen die Unternehmen im Abschwung Arbeitskräfte, die sie im Aufschwung wieder einstellen.
- Strukturelle Arbeitslosigkeit: Sie ist das Ergebnis fortdauernder Strukturkrisen oder Ungleichgewichte zwischen der Struktur des Angebots und der Nachfrage nach Arbeitskräften. Zur strukturellen Arbeitslosigkeit zählen:
  - Merkmalsstrukturelle Arbeitslosigkeit: Ursächlich sind hier die Unterschiede zwischen der Qualifikation der Arbeitslosen und den Anforderungen bei den offenen Stellen, beispielsweise wenn Arbeitslose nicht die Qualifikationsanforderungen für eine Beschäftigung erfüllen (englisch mismatch).
  - Sektorale Arbeitslosigkeit: Ursächlich sind hier Wachstumsschwächen oder Schrumpfungstendenzen in einzelnen Wirtschaftszweigen im Vergleich zu anderen Branchen mit stabilen Verhältnissen.
  - Technologische Arbeitslosigkeit: Sie entsteht durch den Ersatz der Arbeitskräfte durch Maschinen (Automatisierung, Rationalisierung). Damit verbundene Investitionen, beispielsweise für die Anschaffung der Maschinen, machen sich durch eine höhere Produktivität schnell bezahlt (Rationalisierungsinvestition).
  - Institutionelle Arbeitslosigkeit: Arbeitslosigkeit aufgrund arbeits- und sozialrechtlicher Regelungen, z. B. wenn ein hohes Arbeitslosengeld keinen Anreiz zur Aufnahme einer wenig besser bezahlten Beschäftigung bietet. So führte Hochlohnpolitik, teils in Verbindung mit hohen Abfindungen wie z. B. in der Montanindustrie, beim Übergang von Beschäftigten in die Arbeitslosigkeit zur Verzögerung einer erneuten Arbeitsaufnahme. Auch sind durch Tarifverträge in vielen Ländern ältere Arbeitnehmer besser vor Arbeitslosigkeit geschützt als jüngere.
  - Regionale Arbeitslosigkeit: Sie entsteht, wenn Personen nicht dazu bereit oder fähig sind, in eine andere Region zu ziehen, um dort freie Stellen anzunehmen (fehlende räumliche Mobilität). Ein Unterangebot an gesuchten Qualifikationen ist in bestimmten Regionen eine weitere Ursache für regionale Arbeitslosigkeit, wenn dort ein Mangel an Studien- oder Ausbildungsplätzen besteht.
- Als Sockelarbeitslosigkeit (Bodensatzarbeitslosigkeit) wird der Anteil der Arbeitslosigkeit bezeichnet, der selbst unter günstigsten konjunkturellen Bedingungen nicht abgebaut werden kann. Dieser besteht aus friktioneller und struktureller Arbeitslosigkeit. Konkret umfasst diese Gruppe von Arbeitslosen also solche, die aufgrund von Qualifikation, Alter, Gesundheitszustand, Wohnort oder mangelndem Arbeitswillen nicht oder zumindest nicht sofort einen Arbeitsplatz finden und annehmen. Niedrig ist die Sockelarbeitslosigkeit vor allem in Schwellenländern.

### Versteckte Arbeitslosigkeit
Der Begriff versteckte oder verdeckte Arbeitslosigkeit bezeichnet den Anteil der Arbeitslosigkeit, der nicht in Statistiken über Arbeitslosigkeit erfasst wird. Darunter wird vor allem die stille Reserve verstanden, nämlich Arbeitslose, die nicht bei den Behörden als arbeitslos registriert sind. Der Grund dafür kann beispielsweise darin liegen, dass von den Betroffenen eine Meldung bei den Behörden als arbeitslos für überflüssig gehalten wird, etwa weil sie ohnehin keinen Anspruch auf Leistungen hätten und weil sie die Vermittlung eines Arbeitsplatzes durch die Behörden als unwahrscheinlich ansehen. Häufig werden auch Arbeitssuchende in Arbeitsbeschaffungsmaßnahmen oder in behördlich angeordneten Umschulungsmaßnahmen, die meist ebenfalls nicht in der Arbeitslosenstatistik erfasst sind, zur versteckten Arbeitslosigkeit gezählt. Darüber hinaus kann sich versteckte Arbeitslosigkeit auch darin äußern, dass Arbeitskräfte zwar einen Arbeitsplatz haben, jedoch nicht ausgelastet sind, oder in Bullshit Jobs beschäftigt werden.

### Arbeitslosenstatistik
Die Messung von Arbeitslosigkeit setzt eine bestimmte Theorie des Arbeitsmarktes voraus. Die dabei gebildeten Messkategorien müssen auf die Zwecke bezogen gesehen werden, die durch die betreffende statistische Erhebung erfüllt werden soll.
Da insbesondere die Beschäftigungslosigkeit in vielen Ländern anders definiert wird, sind die nationalen Arbeitslosenstatistiken nur eingeschränkt miteinander vergleichbar. Wer beispielsweise in den Niederlanden nur 1 Stunde in der Woche beschäftigt ist, gilt nicht mehr als arbeitslos. In den meisten europäischen Ländern existieren daher zwei Arbeitslosenstatistiken: Eine nach nationaler und eine nach internationaler Definition.

## Wirtschaftstheoretische Erklärungsansätze

### Neoklassischer Erklärungsansatz
Gemäß neoklassischer Wirtschaftstheorie ist dauernde, unfreiwillige Arbeitslosigkeit in einer freien Gesellschaft nicht möglich. Real existierende Arbeitslosigkeit hat ihre Ursache daher in staatlichen Marktbeschränkungen. Diese steigern durch Zwangsabgaben für staatliche Arbeitslosenkassen, durch Mindestlöhne oder andere gesetzliche Vorschriften die Arbeitskosten und senken so die zahlungsbereite Nachfrage nach Arbeitskräften.
Da Arbeitslosigkeit gesamtwirtschaftlich letztlich ein Marktungleichgewicht darstellt, kann nach (neo-)klassischer Ansicht dieses idealtypisch nur abgebaut werden, wenn es zu Preissenkungen auf dem Arbeitsmarkt kommt (sich also die Arbeitskosten reduzieren, d. h. Lohn, Lohnnebenkosten, Fixkosten etc.) oder wenn sich das Arbeitskraftangebot verringert. Vergleiche man verschiedene Zukunftsszenarien, so habe ein Prozent weniger Lohn zwischen 0,5 und 2 Prozent mehr Beschäftigung zur Folge. Diesen Wert bezeichnet man als die Elastizität der Arbeitsnachfrage.
| Beschäftigungsgruppe                     | Elastizität der Arbeitsnachfrage |
| ---------------------------------------- | -------------------------------- |
| Verarbeitendes Gewerbe in Deutschland    | 0,96                             |
| Verarbeitendes Gewerbe in Großbritannien | 1,85                             |
| Industrie in den USA                     | 1,92                             |

So erhöhten sich zum Beispiel die Industriearbeiterlöhne (reale Arbeitskosten je Stunde) von 1982 bis 2002 in den USA um 4 %, in den Niederlanden um 20 % und in Westdeutschland einschließlich Westberlin um 38 %. Entsprechend stieg das geleistete Arbeitsvolumen im gleichen Zeitraum in den USA um 36 % und in den Niederlanden um 24 %, während es in Westdeutschland nicht stieg. Hierbei sind jedoch die Auswirkungen des in den USA sehr hohen und in Deutschland recht niedrigen Bevölkerungswachstums nicht herausgerechnet. Auch die infolge der deutschen Einheit deutlich gestiegenen Lohnnebenkosten spielen eine Rolle.
Nach den klassischen und neoklassischen Theorien gilt der Preismechanismus als Ausgleich auch auf dem Arbeitsmarkt. Laut den Arbeitgeberverbänden, die dieser Theorie folgen, müsste bei einem Überangebot an Arbeitskräften der Lohn so lange sinken, bis die Nachfrage nach Arbeitskräften zugenommen hat, das heißt bis Angebot und Nachfrage übereinstimmen. Eine Überprüfung der These ist nur durch Vergleich von Lohnniveau und Arbeitslosigkeit im Binnenmarkt der EU (also den EU-Staaten ohne die Beitrittsländer) bei Eliminierung des Einflusses der Binnenkaufkraft und der Arbeitszeit möglich. Diese Zahlen sind dann allerdings noch vor dem Hintergrund der Migration zu bewerten (d. h. in den EU-Staaten, in denen das Lohnniveau niedrig ist, besteht Abwanderung, was die Arbeitslosigkeit scheinbar senkt).
Allerdings werden aus angebotsorientierter Sicht nicht nur allein die Löhne bzw. die Lohnkosten für die Arbeitslosigkeit verantwortlich gemacht. Auch staatlichen Marktregulierungen sagt man nach, sie können einen Ausgleich auf dem Arbeitsmarkt verhindern, indem sie z. B. das Entstehen neuer Unternehmen – etwa im Dienstleistungssektor – an Stelle schrumpfender Branchen, also den Strukturwandel behindern. Regulierungen auf dem Arbeitsmarkt können auch unmittelbar die Schaffung von Arbeitsplätzen behindern.
- Neoklassische Empfehlungen zur Bekämpfung von Arbeitslosigkeit sind:
  - Abbau von Lohn-Rigiditäten (Notwendigkeit, vereinbarte Löhne zu zahlen) durch Öffnungsklauseln in Tarifverträgen, die bei Schwierigkeiten des Unternehmens oder bei Wettbewerbsproblemen niedrigere Löhne als im Tarifvertrag vorgesehen erlauben. Verschiedene Tarifverträge der jüngsten Zeit enthalten solche Klauseln, die ein Teilabweichen vom Flächentarifvertrag erlauben.
  - Lohnabstandsgebot: Das Arbeitslosengeld soll so bemessen sein, dass sich die Aufnahme einer gering bezahlten Tätigkeit lohnt.
  - Flexibilität der Arbeitszeit: mit Verkürzungen bei schlechter und Verlängerungen bei guter Auftragslage. Dieses würde im Abschwung Entlassungen verhindern.
  - Abbau von Arbeitsmarktregulierungen, z. B. ein abgeschwächter Kündigungsschutz und vereinfachte Möglichkeiten, befristete Arbeitsverträge abzuschließen.

### Keynesianischer Erklärungsansatz
Dagegen führt die keynesianische Wirtschaftstheorie die Arbeitslosigkeit bzw. einen Teil der Arbeitslosigkeit auf mangelnde Nachfrage (nach Gütern und Dienstleistungen) zurück. Als Begründung wird gesagt, dass die Löhne und Gehälter der Beschäftigten nicht nur als Kosten der Einzelunternehmer zu sehen sind, sondern auch als Kaufkraft wirken. Damit ignoriert die keynesianische Auffassung nicht die Einkommenshöhe als Wirkung auf die Kaufkraft. Darum weisen keynesianische Theoretiker (anders als die neoklassische Sichtweise) darauf hin, dass die Forderung nach geringeren Löhnen eine Reduzierung der realen Kaufkraft der Massenkaufkraft darstellt. Deshalb bedürfte die Realisierung einer solchen Forderung eines Ausgleichs des Massenkaufkraftschwundes durch eine Zunahme des Konsums der privaten Haushalte der Unternehmer (welche zwar theoretisch das langfristige Wirtschaftswachstum stärken würde, jedoch stark an die Zukunftserwartungen gekoppelt ist) oder eine Ausweitung des Exports.
Die im Einzelfall zutreffende stillschweigende Annahme, dass die Gesamtnachfrage unverändert bleibt, ist nicht mehr gültig, wenn alle Arbeiter einen niedrigeren Lohn akzeptieren; denn dann sinkt als erstes die Lohn- und die Gehaltssumme und die Konsumgüternachfrage der Arbeitnehmerhaushalte dürfte (in einem ersten Schritt) zurückgehen. Allein die Senkung der Löhne ergibt also noch keine Neuanstellung. Je nach Reduktion des Preisniveaus und des Zinssatzes wird außerdem die Investitionsgüternachfrage beeinflusst. Auch eine Deflation ist bei einem Absinken des allgemeinen Preisniveaus nicht auszuschließen.
Daneben führen keynesianische Wirtschaftswissenschaftler eine Reihe weiterer Argumente an:
- Erfahrungsgemäß sind Löhne rigide, d. h. sie sinken bei Arbeitslosigkeit nicht. Eine Ursache dafür können Tarifverträge sein, die Mindeststandards definieren, die nicht unterschritten werden dürfen. Auch ohne solche Verträge dürften Arbeitnehmer einer Lohnkürzung großen Widerstand entgegensetzen.
- Der Lohn ist nicht nur ein Marktpreis, sondern er setzt auch Anreize. Es kann also aus Sicht der Arbeitgeber durchaus sinnvoll sein, einen Lohn zu zahlen, der über dem Gleichgewichtslohn liegt, da sie so ihre Angestellten zu höherer Leistung motivieren (vgl. Effizienzlohntheorie).
- Der Lohn stellt die materielle Lebensgrundlage der Arbeitnehmer dar. Sinkt der Lohn, so werden manche ihr Arbeitsangebot erhöhen, um keine Einkommenseinbuße zu erleiden, indem sie z. B. einen Zweitjob annehmen. Das höhere Angebot würde aber weitere Lohnkürzungen erfordern, damit der Arbeitsmarkt zum Gleichgewicht kommt.
- Der Arbeitsmarkt ist nicht homogen, sondern regional und sektoral segmentiert. Entsteht Arbeitslosigkeit z. B. nur in einer Region, so müssten dort die Löhne sinken, während sie in Regionen mit Vollbeschäftigung unverändert bleiben. Dann müsste eine Wanderung von Arbeitskräften in die Hochlohnregionen einsetzen, oder Unternehmen ihre Produktion in die Niedriglohnregion verlagern. Sind die Produktionsfaktoren aber immobil, beseitigen auch sinkende Löhne nicht die Arbeitslosigkeit.
- Der Arbeitsmarkt ist ein nachrangiger Markt. Arbeitskräfte dienen nicht wie ein normales Wirtschaftsgut zur unmittelbaren Befriedigung eines Bedürfnisses. Arbeit wird abgeleitet von der Gesamtnachfrage nach Gütern und Dienstleistungen (Siehe auch: Kaufkrafttheorie). Klassische Deutungen der Arbeitslosigkeit, die davon ausgehen, dass die Arbeitslosigkeit darauf zurückzuführen ist, dass die Grenzkosten des Faktors Arbeit höher seien als sein Grenznutzen, blenden die Güternachfrage dagegen vollkommen aus.

Die Gewerkschaften haben lange Zeit das Ziel verfolgt, auf dem Arbeitsmarkt den Ausgleich zwischen Angebot und Nachfrage durch eine Umverteilung der vorhandenen Arbeit (mittels Arbeitszeitverkürzung, Förderung von Teilzeitarbeit etc.) zu erreichen. Auch die Politik versuchte in den 1990er-Jahren, über Frühverrentung der Jugendarbeitslosigkeit entgegenzuwirken. Allerdings wurden die frühverrenteten Arbeitnehmer teilweise nicht ersetzt, wodurch die Sozialversicherungen in eine problematische Situation gerieten.
Kritiker aus dem arbeitgebernahen Lager halten dieser Politik vor, dass sie Arbeit wie ein hedonistisches Gut behandeln, mit der Folge einer Aushöhlung der Arbeitsethik und der Arbeitsmotivation. Für die Arbeitsethik sei konstitutiv, dass ihr eine sinnvolle Aufgabe zugrunde liege und dass die Lösung dieser Aufgabe mit der Überwindung innerer wie äußerer Widerstände verbunden sei, sprich Anstrengung und Mühe koste. Erwerbsarbeit habe klassischerweise eine Berechtigung zum Konsum von Gütern verschafft. Wenn nun die Erwerbsarbeit selbst wie ein hedonistisches Gut behandelt werde, das folglich gerecht zu verteilen sei, dann könne der Erwerbstätige nicht mehr stolz auf seine Arbeitsleistung sein und daraus sein Selbstwertgefühl beziehen, sondern müsse nun umgekehrt für die Tatsache dankbar sein, dass er arbeiten darf. Bei einer Politik der Umverteilung der Arbeit würde darüber hinaus, so die Kritiker, starrköpfig eine allgemein niedrige Arbeitszeit durchgesetzt, ohne der zu lösenden Aufgabe und dem Arbeitenden, der sie zu lösen hat, zu entsprechen.
Arbeitslosigkeit entsteht durch einen Mangel (temporär, konjunkturell usw.) an effektiver Nachfrage, weshalb z. B. der Keynesianismus eine antizyklische Fiskalpolitik zur Verhinderung temporären Nachfragemangels empfiehlt, während im Gegensatz dazu die Österreichische Schule die Nachfrage durch Steuersenkungen ankurbeln will. Verschiedentlich wird fehlende Nachfrage auch langfristig, z. B. aufgrund von Sättigung, für Arbeitslosigkeit verantwortlich gemacht. Allerdings lässt sich eine generelle, gesamtwirtschaftliche Sättigung nicht überzeugend begründen, weil ja gerade unfreiwillige Arbeitslosigkeit mit nicht befriedigten Konsumwünschen einhergeht, die dazu führt, dass das gesamtwirtschaftliche Produktionspotential nicht voll ausgelastet ist. Deswegen wird von einer Falle gesprochen, da einerseits die Bezieher hoher Einkommen ihren Konsum kaum steigern (d. h. erheblich sparen) und andererseits die Bezieher niedriger Einkommen ihre Konsumwünsche nicht befriedigen können (und sich deshalb oft verschulden). Da sie aber nicht als zuverlässige Schuldner mit ausreichender Bonität gelten, findet das Kapitalangebot nicht ausreichend Kapitalnachfrager. Dies kann sich dann in Krisen wie der sogenannten Subprimekrise niederschlagen.

#### Konjunkturelle Arbeitslosigkeit

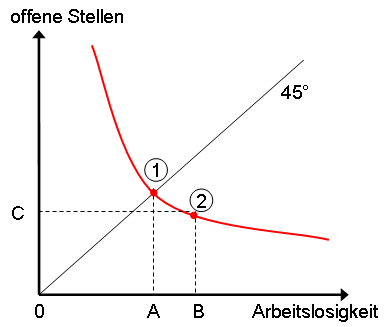
Beveridge-Kurve

Konjunkturelle Arbeitslosigkeit wird durch einen temporären Nachfragemangel während Rezessionen hervorgerufen. Um solche Situationen zu vermeiden, versuchte die Politik durch staatliche Ausgabenprogramme im Rahmen einer keynesianischen antizyklischen Fiskalpolitik den Nachfrageausfall auszugleichen. Dieser Ansatz scheiterte nach Meinung einiger Ökonomen in den siebziger Jahren aber u. a. daran, dass die Politiker nicht in der Lage waren, die Ausgabenprogramme zu beenden, wenn sich die konjunkturelle Lage wieder besserte. Läge das Grundproblem in dem zu hohen Lohnniveau oder in der zu geringen Flexibilität des Arbeitsmarktes, so wären Ausgabenprogramme auch nicht ursachenadäquat.
Zudem muss nach Auffassung vieler Wirtschaftswissenschaftler berücksichtigt werden, dass der Keynesianismus in Situationen mit Nachfrageausfall, wie er etwa beim schwarzen Freitag im Jahr 1929 auftrat, durchaus seine Berechtigung hat. Sei jedoch eher die Angebotsseite für die Arbeitslosigkeit verantwortlich, wie bei zu hohen Steuern und Löhnen, so wäre die Ausweitung der staatlichen Nachfragen kontraproduktiv.
Weiteren Aufschluss über die Ursachen von Arbeitslosigkeit gibt die Beveridge-Kurve.

#### Makroökonomische Ansätze
Maßnahmen zur Bekämpfung der Arbeitslosigkeit sollen an deren Ursachen ansetzen. Soweit Löhne rigide sind, fand seit den fünfziger Jahren des vorigen Jahrhunderts die Idee große Verbreitung, dass eine höhere Inflation helfen könne, die Arbeitslosigkeit zu senken. Steigen die Löhne langsamer als die Inflationsrate, käme es zwar weiter zu Nominallohnzuwächsen, aber zu einem Reallohnrückgang, womit die Lohnrigidität aufgelöst würde (sog. Phillips-Kurve). (Zitat von Helmut Schmidt und von Bruno Kreisky Mitte der siebziger Jahre: „Lieber fünf Prozent Inflation als fünf Prozent Arbeitslosigkeit“).
Lange Zeit versuchte man, Arbeitslosigkeit zu bekämpfen, indem man das Potenzial an Arbeitskräften (das Erwerbspersonenpotenzial) verringerte, z. B. durch eine Verlängerung der Schulzeit (so geschehen in Deutschland in den siebziger Jahren), Frühverrentung und Vorruhestand, sowie – z. B. in den Niederlanden – einer großzügigen Regelung bei der Invalidität. Auf Dauer erwiesen sich diese Maßnahmen aber als zu teuer, da Frührentner und Invaliden aus den Sozialkassen bezahlt werden, die sich durch Beiträge der Arbeitnehmer finanzieren. Ein weiterer Ansatzpunkt war die Förderung der Teilzeitbeschäftigung.

### Marxistische Betrachtung
Nach marxistischer Auffassung ist gesellschaftliche Arbeitslosigkeit für den Kapitalismus notwendig und stellt eine seiner notwendigen Begleiterscheinungen dar. Sie entsteht durch den Zwang der Erzielung von maximalem Mehrwert. Das Arbeitsvolumen ist dabei abhängig von verschiedenen Faktoren wie der Zahl der Arbeitskräfte und der Arbeitszeit. Nach Marx erhält ein Arbeiter lediglich die für seine Reproduktion notwendige Vergütung. Deshalb kann es sinnvoll sein, einen Teil der Arbeiter sehr viel arbeiten zu lassen und einen anderen Teil aus dem Produktionsprozess auszustoßen. Aus einer ungleichmäßigen Verteilung der Senkung des Arbeitsvolumens folgt also eine Erhöhung der Arbeitslosigkeit.
Die Arbeitslosen bilden die „industrielle Reservearmee“, auf die das Kapital jederzeit zugreifen kann, wenn sie sie benötigt: „Es ist daher ebenso sehr Tendenz des Kapitals die arbeitende Bevölkerung zu vermehren, wie einen Teil derselben beständig als Überschussbevölkerung – Bevölkerung, die zunächst nutzlos ist, bis das Kapital sie verwerten kann“. Allerdings lässt sich aus dieser Theorie keine Aussage über die notwendige oder tatsächliche Höhe der Arbeitslosigkeit oder darüber herleiten, ob Vollbeschäftigung möglich wäre, wenn man dies zuließe.
Die Konkurrenz der Unternehmer untereinander zwingt die einzelnen Kapitalisten, ihre Produktivkraft zu steigern: „Die größere Produktivität der Arbeit drückt sich darin aus, dass das Kapital weniger notwendige Arbeit zu kaufen hat, um denselben Wert und größere Mengen von Gebrauchswerten zu schaffen, oder dass geringere notwendige Arbeit denselben Tauschwert schafft, mehr Material verwertet, und eine größere Masse Gebrauchswerte. […] Es erscheint dies zugleich so, dass eine geringere Menge Arbeit eine größere Menge Kapital in Bewegung setzt.“ Rationalisierung bzw. Disziplinierung im Arbeitssektor und technischer Fortschritt ermöglichen das: „Die im Lauf der normalen Akkumulation gebildeten Zusatzkapitale dienen vorzugsweise als Vehikel zur Ausbeutung neuer Erfindungen und Entdeckungen, überhaupt industrieller Vervollkommnungen. Aber auch das alte Kapital erreicht mit der Zeit den Moment, wo es sich eine technisch modernisierte Form gibt, worin eine geringere Masse Arbeit genügte, eine größere Masse Maschinerie und Rohstoffe in Bewegung zu setzen. … Einerseits zieht also das im Fortgang der Akkumulation gebildete Zuschusskapital, verhältnismäßig zu seiner Größe, weniger und weniger Arbeiter an. Andererseits stößt das periodisch in neuer Zusammensetzung reproduzierte alte Kapital mehr und mehr früher von ihm beschäftigte Arbeiter aus.“ „Im selben Verhältnis daher, wie sich die kapitalistische Produktion entwickelt, entwickelt sich die Möglichkeit einer relativ Überzähligen Arbeiterbevölkerung, nicht weil die Produktivkraft der gesellschaftlichen Arbeit abnimmt, sondern weil sie zunimmt, also nicht aus einem absoluten Missverhältnis zwischen Arbeit und Existenzmitteln oder Mitteln zur Produktion dieser Existenzmittel, sondern aus einem Missverhältnis, entspringend aus der kapitalistischen Ausbeutung der Arbeit, dem Missverhältnis zwischen dem steigenden Wachstum des Kapitals und seinem relativ abnehmenden Bedürfnis nach wachsender Bevölkerung.“
Im Kapitalismus ist also eine „permanente scheinbare Arbeiterübervölkerung.“ systemimmanent, weil das Kapital möglichst viel Arbeit braucht, um möglichst viel zu produzieren (also einen ständigen Zugriff auf überschüssige Arbeit haben muss) und zugleich möglichst wenig Arbeit kaufen muss. Die industrielle Reservearmee stellt bei Marx – im Unterschied zu Malthus, gegen den Marx heftig polemisiert – keine „absolute“, d. h. demographisch begründete Überbevölkerung dar; es handle sich vielmehr um eine Überbevölkerung relativ zu den momentanen Bedürfnissen der kapitalistischen Ausbeutung. In der Periode des Aufschwungs nehme die industrielle Reservearmee ab, in Krisenzeiten oder Flauten steige sie dagegen stark an. Auf lange Sicht wachse jedoch „die Arbeiterbevölkerung stets rascher […] als das Verwertungsbedürfnis des Kapitals“ was Marx auch als das „Gesetz der progressiven Abnahme der relativen Größe des variablen Kapitals“ bezeichnet. Die Arbeitslosen bilden außerdem ein Druckmittel gegen die Arbeitenden, indem sie zur Konkurrenz für die arbeitende Bevölkerung werden. Sie können beispielsweise an Stelle von Streikenden eingestellt werden.
Im Kapitalismus gilt nach Marx: Je größer der Reichtum, je höher die Produktivkraft, desto höher die Arbeitslosigkeit: „Je größer der gesellschaftliche Reichtum, das funktionierende Kapital, Umfang und Energie seines Wachstums, also auch die absolute Größe des Proletariats und die Produktivkraft seiner Arbeit, desto größer die Arbeitslosenarmee. Die überall einsetzbare Arbeitskraft wird durch dieselben Ursachen entwickelt wie die Expansivkraft des Kapitals. Die verhältnismäßige Größe der industriellen Reservearmee wächst also mit den Potenzen des Reichtums. Je größer aber diese Arbeitslosenarmee im Verhältnis zur aktiven Arbeiterarmee, desto massenhafter die chronische Arbeiter-Übervölkerung, deren Elend im umgekehrten Verhältnis zu ihrer Arbeitsqual steht. Je größer endlich die Armenschicht in der Arbeiterklasse und die industrielle Reservearmee, desto größer die offizielle Zahl der Armen. Dies ist das absolute, allgemeine Gesetz der kapitalistischen Akkumulation.“ „Es liegt in der Natur des Kapitals, einen Teil der Arbeiterbevölkerung zu überarbeiten und einen anderen zu verarmen.“

### Technischer Fortschritt
Häufig werden als Ursachen der Arbeitslosigkeit der weltweite Wettbewerb zwischen Arbeitskräften, das Outsourcing oder die Globalisierung im Allgemeinen, bzw. der technische Fortschritt genannt. Einige Reformer vertreten die These, dass ein wesentlicher struktureller Grund für die Massenarbeitslosigkeit im technischen Fortschritt liege, der den Bedarf nach lebendiger menschlicher Arbeitskraft drastisch gesenkt habe und weiter senken werde. Die Zeiten, in denen die Zahl der bei einem Konjunkturaufschwung neu geschaffenen Arbeitsplätze größer war als die Zahl der zuvor durch Rationalisierungen vernichteten Arbeitsplätze (oder zumindest gleich groß war), sei seit Mitte der siebziger Jahre bzw. seit dem Ende des klassischen Industriezeitalters, das von arbeitsintensiven Industrien geprägt war, endgültig vorbei.
Dieter Balkhausen führte in seinem Buch Die Dritte Industrielle Revolution bereits 1978 aus, bis Ende der 1980er würden sich 50 Prozent der Arbeitsplätze in Deutschland durch die Mikroelektronik verändern.
Richard Buckminster Fuller stellte in seinem Buch Critical Path (1981) fest: Arbeitslosigkeit beruhe unmittelbar auf der technischen Möglichkeit einer Ephemerisierung. Ähnlich äußert sich Norbert Wiener, ein Mitbegründer der Kybernetik, der 1947 darauf hinwies, dass der Fortschritt in der Computertechnik Massenarbeitslosigkeit auslösen werde.
Der französische Sozialphilosoph André Gorz meint ebenfalls, dass seit Jahrhunderten immer mehr Arbeiten durch Maschinen übernommen werden. Der dadurch bewirkte Anstieg der Produktivität führe dazu, dass selbst bei zunehmender Produktion weniger menschliche Arbeitskraft benötigt wird. Die Vorstellung von Vollbeschäftigung werde zur Illusion.

## Geschichte der Arbeitslosigkeit

### Gründerzeit
Adam Smith ging noch 1776 davon aus, dass freigesetzte Arbeitskräfte durch das Wachstum der Märkte an anderer Stelle wieder Beschäftigung finden würden. Er begriff diese temporäre Unterbeschäftigung nicht als Arbeitslosigkeit, sondern eher als „Freizeit“. Für den Bevölkerungspessimisten Thomas Robert Malthus war 1798 der Mensch von Natur aus „träge, faul und jeder Arbeit abhold, es sei denn, die Not zwingt ihn dazu“. Er sah 1820 in zunehmenden Geburtenraten (Fertilität) die Hauptursache für Arbeitslosigkeit. Zur Vermeidung seien die Arbeitslosen vom Staat beim Straßenbau, Brücken- oder Kanalbau oder zumindest für unproduktive Tätigkeiten einzusetzen. Außerdem propagierte er eine vorbeugende Begrenzung des Bevölkerungswachstums.
Die Arbeitslosigkeit war zu David Ricardos Zeit kein bedeutendes Problem angesichts der weitgehenden Markträumung auf dem Arbeitsmarkt. Er sah 1821 in der Einführung von Maschinen die größte Gefahr von Arbeitslosigkeit durch Rationalisierung. Er machte jedoch deutlich, dass sie entstehen kann, aber nicht zwangsläufig entstehen muss. Ricardo brachte diese Gedanken allerdings erst in der dritten Auflage seines Buchs durch das neue Kapitel „Ansichten zur Maschinerie“ (englisch on machinery) ein. Wie Adam Smith sprach auch Ricardo von „Arbeitskräfteüberschüssen“.
Bereits im Jahre 1840 untersuchte der französische Arzt und Soziologe Louis-René Villermé die Arbeitsbedingungen und Arbeitslosigkeit in der schweizerischen und französischen Textilindustrie. Friedrich Engels sprach in einer seiner „Elberfelder Reden“ im Februar 1845 „von der großen Anzahl arbeitsloser Leute“. Die Unternehmer Albert Dufour-Féronce und Gustav Harkort widmeten ihre 1848 erschienene Denkschrift dem „Verein der brotlosen Arbeiter“. Im August 1848 forderte der Kongress der Arbeitervereine die Einrichtung einer „staatlichen Arbeitslosenunterstützung“. Karl Marx scheiterte 1880 am Versuch, den Arbeitsplatzverlust durch eine Befragung von Industriearbeitern zu untersuchen. Für ihn stellte die Arbeitslosigkeit der „industriellen Reservearmee“ eine typische Begleiterscheinung des Kapitalismus durch die „Konkurrenz der Maschinerie“ dar. Im Rahmen der reichsweiten Vereinheitlichung der Armenfürsorge führte die deutsche Sozialstatistik im Jahre 1885 als Armutsursache auch die Arbeitslosigkeit ein. Der Statistiker Gottlieb Schnapper-Arndt sprach 1883 von der „plötzlichen Brotlosigkeit“ der Beschäftigten „infolge industrieller Krisen“.
Die ersten statistischen Erhebungen zur Arbeitslosigkeit gab es in Deutschland von den Gewerkschaften im Jahre 1877, seit 1892 fanden sie systematisch statt. Das Wort Arbeitslosigkeit tauchte verbreitet jedoch erst nach 1890 auf. Eine Bibliografie aus dem Jahre 1904 belegt, dass Arbeitslosigkeit in Deutschland vor 1890 kein Thema war. Erst nach 1890 nahm die Zahl der Publikationen hierüber stark zu. Auch in Großbritannien hat sich der Begriff der Arbeitslosigkeit erst gegen Ende des 19. Jahrhunderts allgemein durchgesetzt. Der Politiker und Historiker Hans Delbrück hielt im Mai 1896 auf dem 7. Evangelisch-sozialen Kongress ein Referat über das Problem der Arbeitslosigkeit („Arbeitslosigkeit und das Recht auf Arbeit“); er stellte die Einführung einer Arbeitslosenversicherung zur Erwägung und schlug die Einführung eines amtlichen Arbeitsnachweises vor. Max Weber hielt ihm entgegen, dass hinter dem Problem der Arbeitslosigkeit der „furchtbare Ernst des Bevölkerungsproblems“ stehe. Frankreich erfasste erstmals 1896 die Arbeitslosen (französisch les chômeurs) statistisch als eigene Kategorie.
Ein Versicherungsschutz begann im sozialen Bereich 1883 mit der Krankenversicherung, ihr folgte 1884 die Unfallversicherung und 1889 die Altersvorsorge. Lediglich der Ökonom Lujo Brentano forderte 1879 eine Arbeitslosenversicherung. Vielfach bestand die Auffassung, dass das Risiko der Arbeitslosigkeit nicht rational berechnet werden könne und deshalb auch nicht versicherbar sei. Außerdem lag zwischen 1890 und 1914 die Arbeitslosenquote in Deutschland im Durchschnitt bei etwa 2,6 %, so dass kein Bedürfnis für eine solche Versicherungsart bestand. Nach ihrem Höhepunkt 1892 (6,9 %) sank die Arbeitslosigkeit auf Vollbeschäftigungsniveau: 1895 (im Winter) erreichte sie 3,5 %, 1906 (1,2 %), 1913 (3,1 %), um im Kriegsjahr 1914 auf 7 % anzusteigen. Erst ab 1920 taucht in Statistiken die Arbeitslosenversicherung auf. Hierin führte Österreich mit einem Versichertenanteil von 34 % aller Berufstätigen, gefolgt von Dänemark (22 %), Großbritannien (20 %) und Belgien (18 %), während Deutschland keine Versicherten aufwies. Das lag daran, dass die Arbeitslosenversicherung in Deutschland erst im Jahre 1927 aufkam.

### Neuzeit
John Maynard Keynes wies in seinem Buch Allgemeine Theorie der Beschäftigung, des Zinses und des Geldes im Februar 1936 nach, dass wegen unflexibler Löhne und unvollkommener Kapitalmärkte eine dauerhafte unfreiwillige Arbeitslosigkeit entstehen könne, wenn keine antizyklische Wirtschaftspolitik betrieben werde. Im Gegensatz zu den Klassikern war Keynes überzeugt, dass eine Deflationspolitik der Zentralbanken die Preise und Löhne nicht automatisch senke, sondern zu diesem Zweck hohe Arbeitslosigkeit verursachen werde.
Das drängendste Problem bei der Machtergreifung durch Adolf Hitler war die exzessive Arbeitslosigkeit mit 6,3 Millionen Arbeitslosen (Januar 1933). Das Regime setzte ab April 1933 auf die Förderung des Konsums und der Investitionen (Wegfall der Kfz-Steuer für Neuwagen, Einführung des VW Käfer, Straßenbau, Ehestandsdarlehen für Hausrat, das „abgekindert“ werden konnte, Wohnbausanierungszuschüsse). Tatsächlich gelang es, die Arbeitslosigkeit auf 2,4 Millionen im Oktober 1934 zu ermäßigen, wobei der Anteil nicht registrierter Arbeitsloser jedoch von 20 % auf 41 % zunahm.

### Arbeitslosigkeit in planwirtschaftlichen Systemen
Während Marktwirtschaften mal niedrigere, mal höhere Arbeitslosigkeit aufweisen, herrschte in den zentralen Verwaltungswirtschaften vor dem Fall des Kommunismus offiziell Vollbeschäftigung. Diese Vollbeschäftigung wurde von westlichen Ökonomen angezweifelt mit dem Hinweis, dass einige der Beschäftigten „eigentlich“ volkswirtschaftlich nicht benötigt waren bzw. die Arbeitszeit nicht voll ausgefüllt würde. Dabei muss berücksichtigt werden, dass Vollbeschäftigung politische Priorität genoss und dass das Recht auf Arbeit ein Menschenrecht nach Artikel 23 der UN-Menschenrechtscharta war.
In der sozialistischen Gesellschafts- und Staatsordnung der DDR gab es offiziell keine Arbeitslosigkeit, weil sie durch die Planwirtschaft beseitigt werde. Bereits im April 1950 sorgte ein Gesetz für das Recht auf Arbeit, bis dieses Recht im Oktober 1974 sogar in Art. 24 Abs. 1 Verfassung der Deutschen Demokratischen Republik verankert wurde. Seit 1977 verzeichnete die DDR einen erheblichen Rückgang des Auslastungsgrads des Produktionspotenzials, was als Indiz für steigende Arbeitslosigkeit gilt. Durch das neue Arbeitsgesetzbuch vom Januar 1978 entfiel in der DDR die Arbeitslosenversicherung, weil das Recht auf Arbeit einen Rechtsanspruch auf einen Arbeitsplatz gewährleistete.
Der größte Teil der Arbeitslosigkeit trat in der DDR deshalb nicht offen zutage, sondern wurde verdeckt, und ließ sich deshalb als „verdeckte“ oder „versteckte“ Arbeitslosigkeit bezeichnen. Entweder waren Personen während ihrer Arbeitszeit unterhalb ihrer Qualifikation eingesetzt (qualitative versteckte Arbeitslosigkeit) oder sie arbeiteten zwar im Rahmen ihrer Qualifikation, dafür jedoch lediglich einen Teil ihrer Arbeitszeit (quantitative versteckte Arbeitslosigkeit). Nach einer im Frühjahr 1990 durchgeführten Befragung für das Jahr 1989 galten 1,385 Millionen Personen als verdeckt arbeitslos, was einer Arbeitslosenquote von 15 % entsprach. Steigt die versteckte Arbeitslosigkeit an, so sinkt die Arbeitsproduktivität. Tatsächlich lag die Arbeitsproduktivität in DDR-Betrieben deutlich unter der westdeutschen, auch weil oft eine zu geringe Kontrollspanne herrschte (zu wenige Mitarbeiter waren einer Führungskraft unterstellt). Sie wurde auf weniger als die Hälfte der Produktivität westlicher Unternehmen geschätzt.
Im Frühjahr 1990 – vor der Wiedervereinigung – befasste sich das Ifo Institut für Wirtschaftsforschung mit der Produktivität in der DDR und veröffentlichte seine Untersuchungen unter dem Titel „Verdeckte Arbeitslosigkeit in der DDR“. In der Studie werden die erhobenen Daten als statistisch nicht gesichert bezeichnet (Seite 1). Aus den verwendeten Daten wurde gefolgert, dass die Arbeitszeit nicht voll ausgenutzt wurde (lediglich zu 15 % bis 30 %). Dieses wurde so gedeutet, dass in der DDR bei unveränderter Arbeitszeit – gemessen an den Maßstäben einer Marktwirtschaft – „eigentlich“ eine Arbeitslosenquote von ebendiesen 15 % bis 30 % geherrscht hätte. Nach 1990 fortbestehende DDR-Großunternehmen reduzierten ihre Belegschaft nicht selten um 90 %, was aber vor allem dem Nachfrageeinbruch zuzuschreiben war, den der Wegfall ihrer bisherigen Handelspartner in den sozialistischen Ländern verursachte.

### Erwerbslosenproteste
Insbesondere in Zeiten der Massenarbeitslosigkeit waren Erwerbslose immer wieder Akteur von sozialen Bewegungen und Protesten. In der revolutionären Umbruchphase in Deutschland nach dem Ersten Weltkrieg bildeten sich analog zu den Arbeiter- und Soldatenräten auch Erwerbslosenräte. Diese basisdemokratischen Organe setzten sich für höhere Unterstützungszahlungen, Arbeitsbeschaffungsmaßnahmen und einen sozialistischen Umbau der Wirtschaft ein. In der Weltwirtschaftskrise ab 1929 etwa erzwangen derartige Proteste in den USA die Einführung des „New Deal“ mit staatlichen Konjunkturprogrammen und einer Ausweitung des Sozialstaates. In Deutschland dagegen, wo ab 1927 eine Arbeitslosenversicherung eingeführt worden war, deren Leistungen jedoch bald nicht mehr ausreichten, erreichten die Proteste keine soziale Kehrtwende. Die letzte große Welle von Protesten gegen Erwerbslosigkeit stellten in Deutschland die Montagsdemonstrationen des Jahres 2004 dar, die sich hauptsächlich gegen die Agenda 2010 der Rot-Grünen-Regierung wandten. Im Rahmen der Finanzkrise ab 2007 gab es vor allem in Spanien, Griechenland und Italien massive Proteste von Erwerbslosen, die sich etwa in Platzbesetzungen äußerten.
Arbeitslosenproteste hatten historisch verschiedenste Forderungen – stand an erster Stelle die Linderung sozialer Not, so kamen immer auch Proteste gegen die moralische Abwertung bzw. Geringschätzung der Erwerbslosen dazu. Obwohl seit den 1970er Jahren eine hohe Sockelarbeitslosigkeit herrscht, verstetigten sich Proteste von Erwerbslosen nur selten als soziale Bewegung.

## Folgen der Arbeitslosigkeit

### Ökonomische Auswirkungen
Die Opportunitätskosten des entgangenen Nutzens, welche durch Arbeitslosigkeit entstehen, müssen berücksichtigt werden. Denn jeder Erwerbslose könnte – Arbeitsplätze vorausgesetzt – mit seiner Arbeitskraft zur Erhöhung der volkswirtschaftlichen Einnahmen beitragen. Das Produktionspotenzial, als auch das Bruttoinlandsprodukt könnte also wesentlich höher sein. Somit ist jeder weitere Erwerbslose eine doppelte Belastung, einerseits trägt dieser nicht mehr zur Finanzierung der Sozialbeiträge (Pflegeversicherung, Rentenkasse etc.) bei, andererseits bezieht er diese Leistungen ab dem Zeitpunkt der Erwerbslosigkeit.
Hohe Arbeitslosigkeit kann die politische Stabilität eines Landes und seiner Gesellschaft vermindern. Negative Einflüsse sind u. a. zunehmende Sozialkosten und dadurch höherer Steuerdruck, teilweise abnehmende Solidarität der Gesellschafts- und Bildungsschichten und gewisser Zuwachs für politischen Extremismus.

### Psychosoziale Auswirkungen
Zu den aufschlussreichsten und realitätsnähesten Studien des Phänomens „Arbeitslosigkeit“ zählt die Studie von Paul Lazarsfeld, Marie Jahoda und Hans Zeisel, „Die Arbeitslosen von Marienthal“, die zu den Klassikern der empirischen Sozialforschung zählt. Die dortigen Ergebnisse wurden im Großen und Ganzen von weiteren Studien immer wieder bestätigt.
Mögliche individuelle Folgen der Arbeitslosigkeit, insbesondere der Langzeitarbeitslosigkeit, sind psychische und gesundheitliche Probleme, Entqualifizierung (Entwertung der bisher erlangten Qualifizierung), gesellschaftlich-kulturelle Isolation und Verarmung. In vielen Fällen wirkt sich das auch auf die folgenden Generationen aus, denn die Kinder von Arbeitslosen haben schlechtere Chancen geistig und körperlich gesund aufzuwachsen.
Arbeit ist für viele Menschen ein psychosozialer Stabilisierungsfaktor und regelt Tagesstruktur und das soziale Umfeld. Während in ärmeren Ländern bei Arbeitslosigkeit auch heute noch die materielle Not im Vordergrund steht, sind es nach Meinung von Politikern in der Bundesrepublik Deutschland heute vor allem die psychosozialen Auswirkungen der Arbeitslosigkeit. Allerdings wird beklagt, dass sich die materielle Situation in Deutschland in jüngster Zeit wieder verschlechtert habe.
Zu den potenziellen psychischen Folgen zählen Hoffnungslosigkeit, Selbstzweifel und Resignation. Da der persönliche Erfolg und die soziale Anerkennung stark von beruflichen Leistungen abhängen, fehlt dem Arbeitslosen die Bestätigung seiner Umwelt. Darüber hinaus wird kritisiert, dass infolge von Seiten der Politik in den Medien ausgetragenen „Faulheitsdebatten“ ein Klima entstanden sei, das die Diskriminierung von Arbeitslosen begünstige.
Stärker betroffen sind ältere Arbeitslose, die jahrelang an eine feste Arbeitsstruktur gewöhnt waren, und alleinstehende Männer, die zu vermehrter Isolation neigen. Folgen können Depressionen, Suchterkrankungen und eine durch Hoffnungslosigkeit und Lebensunlust erhöhte Suizidneigung sein. So kann es zum Abbruch von sozialen Kontakten kommen. Gerade bei Jugendlichen ist Arbeitslosigkeit bedenklich, da ihnen so ein Mittel zur Identitätsentwicklung fehlt. Obwohl der Arbeitsplatz für viele Menschen Status und Identität definiert, gibt es keinen direkten kausalen Zusammenhang zwischen Arbeitslosigkeit und Gewaltverbrechen, wie Christopher Cramer von der School of Oriental and African Studies zeigt.
Hohe Arbeitslosigkeit kann sich auch auf die Arbeitskräfte auswirken, die Arbeit haben. Die Angst vor Verlust des Arbeitsplatzes erzeugt einen starken psychischen Druck. Daher werden Arbeitsplätze wegen des damit verbundenen Risikos auch seltener gewechselt und man verharrt in einer sicheren Tätigkeit, selbst wenn diese einen (z. B. infolge Mobbing) krank und depressiv macht.
2005 wurde bei den Umfragen des SOEP auch Selbstaussagen zum Charakter (Big Five Eigenschaften) von Arbeitslosen eingeholt. Zunehmende Arbeitslosigkeitsdauer war im Ergebnis der Selbstauskünfte negativ korreliert mit Rigidität/Gewissenhaftigkeit und positiv korreliert mit Neurotizismus (umgedreht für Beschäftigungsdauer). Für Extraversion und Verträglichkeit konnte kein Zusammenhang zur Dauer der Arbeitslosigkeit festgestellt werden. Offenheit war nur für weibliche Arbeitslose und Arbeiter mit Migrationshintergrund negativ mit der Arbeitslosigkeitsdauer korreliert.
Das Robert Koch-Institut stellte fest, dass arbeitslose Menschen einen schlechteren Gesundheitszustand haben als Berufstätige:

„Die Wahrscheinlichkeit, die eigene Gesundheit weniger gut oder schlecht einzuschätzen, erhöht sich mit der Dauer der Arbeitslosigkeit. Ein oder mehrere Jahre lang arbeitslose Männer geben bis vier Mal so häufig einen weniger guten oder schlechten Gesundheitszustand an, wie berufstätige Männer ohne Zeiten von Arbeitslosigkeit.“

Auch das gesundheitsbewusste Verhalten ist geringer, wobei sich hier ein geschlechtsspezifischer Unterschied zeigt, wie das Beispiel Rauchen verdeutlicht:

„Während 49 % der im Bundes-Gesundheitssurvey 1998 befragten arbeitslosen Männer rauchen, sind es unter den berufstätigen männlichen Befragten 34 %. Die Unterschiede bei den Frauen sind mit 31 % Raucherinnen unter den arbeitslosen Frauen und 28 % Raucherinnen unter den berufstätigen Frauen geringer.“

Die Auswertung aktueller Krankenkassendaten zeigt:
- Arbeitslose Männer verbringen mehr als doppelt so viele Tage im Krankenhaus wie berufstätige Männer.
- Arbeitslose Frauen verbringen 1,7-mal so viele Tage im Krankenhaus wie berufstätige Frauen.
- Die Sterblichkeit steigt kontinuierlich in Abhängigkeit von der vorausgehenden Arbeitslosigkeitsdauer.
- Es wurden Hinweise darauf gefunden, dass Arbeitslosigkeit ursächliche Auswirkungen auf die Entwicklung schwerer Krankheiten hat.[61]

Allerdings ist in Studien dieser Art die Kausalität oft unsicher. So wurde von Befragten auch angegeben, dass die Arbeitslosigkeit durch ihre bereits eingeschränkte Gesundheit hervorgerufen wurde oder dass die Gesundheitsschäden bereits durch Erwerbsarbeit entstanden.

#### Langzeitarbeitslosigkeit
Bei Personen mit mehr als 2 Jahren Arbeitslosigkeit steigt das Sterblichkeitsrisiko auf das 3,8-fache gegenüber in Beschäftigung stehenden Menschen. Unter Arbeitslosigkeit leidet die Psyche oft stärker als der Körper. 2006 wurde eine US-Untersuchung über 10 Jahre aus dem repräsentativen US Health and Retirement Survey (HRS) zum Risiko eines Herzinfarkts veröffentlicht. Speziell betrachtet wurden Arbeitslose zwischen 51 und 61, die nach ihrem 50. Geburtstag arbeitslos wurden. Es ergab sich empirisch, dass unabhängig von anderen Faktoren (wie Rauchen, Übergewicht und Diabetes) Arbeitslose einem rund 2,5 mal höheren Risiko für Schlaganfälle und Herzinfarkte erliegen als arbeitende Gleichaltrige.

#### Geschlechtsunterschiede
Andere Studien zeigen, dass Frauen unter gesundheitlichen Aspekten Folgen von Arbeitslosigkeit besser bewältigen als Männer. So zeigt sich auch in Westdeutschland die höchste Lebenserwartung bei Frauen, die mindestens einen Monat Anrechnungszeit für Arbeitslosigkeit oder Krankheit hatten. Für Frauen gibt es neben der Erwerbstätigkeit andere positive Alternativen zur Lebensgestaltung, sodass Zeiten der Arbeitslosigkeit sich nicht negativ auf die Gesundheit und somit auf die Lebenserwartung auswirken müssen. Weiterhin fallen Phasen der Arbeitslosigkeit bei Frauen oft zeitnah mit Schwangerschafts- und Erziehungszeiten zusammen, sodass die Zeiten der Arbeitslosigkeit in einen „positiven“ Kontext fallen.

#### Kinder von Arbeitslosen
Kinder arbeitsloser Eltern sind in ihrer Intelligenzentwicklung und ihrer sprachlichen Entwicklung benachteiligt.
Sie reagieren auf die Arbeitslosigkeit häufig mit Entmutigung und Resignation, Verschlechterung der Konzentration, Verhaltensauffälligkeiten und emotionaler Instabilität.
Arbeitslosigkeit der Eltern verschlechtert die Bildungschancen der Kinder. Allerdings hat Arbeitslosigkeit fast nur bei wenig gebildeten Eltern negative Konsequenzen. Wichtiger ist das kulturelle Kapital. Gebildetere Eltern sind offenbar besser in der Lage, die damit einhergehenden Probleme zu kompensieren.

#### Lebenszufriedenheit
Nach Viktor Frankl besteht die Möglichkeit einer „Arbeitslosigkeitsneurose“, die sich vor allem in Apathie äußert. Er sieht die Ursache in der „irrtümliche[n] Ansicht, dass die berufliche Arbeit der einzige Lebenssinn sei. Denn die fälschliche Identifizierung von Beruf und Lebensaufgabe, zu der man berufen ist, diese Gleichsetzung muss eben dazu führen, dass der Arbeitslose unter dem Gefühl leidet, unnütz und überflüssig zu sein.“
Eine Studie anhand von Daten aus 28 OECD-Ländern kam zu dem Ergebnis, dass das einzige Ländermerkmal, welches auf den Kontext bezogene Unterschiede in der Lebenszufriedenheit erklären kann, die gesellschaftliche Norm zu arbeiten ist. Demnach macht Arbeitslosigkeit weniger unglücklich in Gesellschaften mit einer toleranteren Einstellung zur Arbeitslosigkeit. Dieser Effekt bleibt auch bestehen, wenn das nationale Niveaus des Arbeitslosengeldes und die persönliche Norm zu arbeiten berücksichtigt wird. Die Autoren kommen zu dem Schluss, dass negative Auswirkungen von eigener Arbeitslosigkeit viel höher sind bei einer starken gesellschaftlichen Norm zu arbeiten. Dies ist nicht in der Wahrnehmung begründet, dass man eigenen Standards nicht gerecht wird, sondern aufgrund des sozialen Drucks.

## Abgrenzung
Arbeitslosigkeit und Erwerbslosigkeit werden oft synonym verwendet. In der Arbeitsmarktstatistik nach dem Dritten Buch Sozialgesetzbuch (SGB III) und der Statistik nach dem ILO-Erwerbsstatuskonzept gelten jene Personen als arbeitslos oder erwerbslos, die ohne Arbeit sind, dem Arbeitsmarkt zur Verfügung stehen und Arbeit suchen (§ 138 Abs. 1 SGB III). Dass trotzdem die Arbeitslosigkeit der SGB-Arbeitsmarktstatistik höher ausfällt als die Erwerbslosigkeit des ILO-Erwerbsstatuskonzepts, resultiert daraus, dass die Begriffsmerkmale unterschiedlich definiert sind und mit verschiedenen Methoden erhoben werden. Die Unterschiede sind insbesondere in der Altersabgrenzung, aktiven Arbeitssuche, Verfügbarkeit, dem Einstunden-Kriterium und der Teilnahme an einer Maßnahme der aktiven Arbeitsmarktpolitik zu sehen. Allein das Einstunden-Kriterium zeigt die Unterschiede deutlich auf. Während die ILO jeden als erwerbstätig und damit nicht als erwerbslos zählt, der in der Woche wenigstens eine Stunde erwerbstätig war, liegt die Schwelle des SGB III bei über 15 Wochenstunden (§ 138 Abs. 3 SGB III). Diese Unterschiede führen zu verschiedenen Quoten. So lag im September 2016 in Deutschland die Erwerbslosenquote bei 3,8 %, während die Arbeitslosenquote 5,9 % erreichte.

## Untersuchungen
- Die Arbeitslosen von Marienthal – soziologischer Klassiker von Marie Jahoda, Paul Felix Lazarsfeld und Hans Zeisel zur Untersuchung der Folgen von Arbeitslosigkeit und Armut
- Oakland Growth and Berkeley Guidance Studies – Langzeit-Studien, mit denen die kindliche Entwicklung erforscht wurde, wurden von Glen Elder in Bezug der Auswirkungen von Armut und Arbeitslosigkeit auf die kindliche Entwicklung analysiert